# Гипотеза Франкла
Гипотеза Франкла — гипотеза в комбинаторике, известная как открытая задача с элементарной формулировкой.

## Формулировки
Для любого конечного семейства множеств, замкнутого относительно объединения и содержащего непустое множество, найдётся элемент, принадлежащий хотя бы половине множеств из семейства.
На языке теории решёток
В любой конечной решётке существует элемент х, который не соединение двух любых мелких элементов (sic!), такой, что число элементов, больших или равных х, составляет не больше половины решетки, с равенством только в случае, если решетка является булевой.
Эта версия гипотезы верна и для нескольких естественных классов решёток.

## Частичные результаты
- Гипотеза верна для семейств из не более чем 46 множеств[4].
- Гипотеза верна для семейств множеств из не более чем 11 элементов[5][6][7].
- Гипотеза верна для семейств множеств, в которой самое маленькое множество имеет один или два элемента[8].
- Для некоторой постоянной {\displaystyle \varepsilon >0}, гипотеза верна для по крайней мере {\displaystyle ({\tfrac {1}{2}}-\varepsilon ){\cdot }2^{n}} различных семейств подмножеств из {\displaystyle n}-элементного множества[9].

## История
Оригинальная формулировка Петера Франкла давалась через семейства замкнутые относительно пересечений.
Самое раннее упоминание в печати даётся в 1985 году.